# Gosford

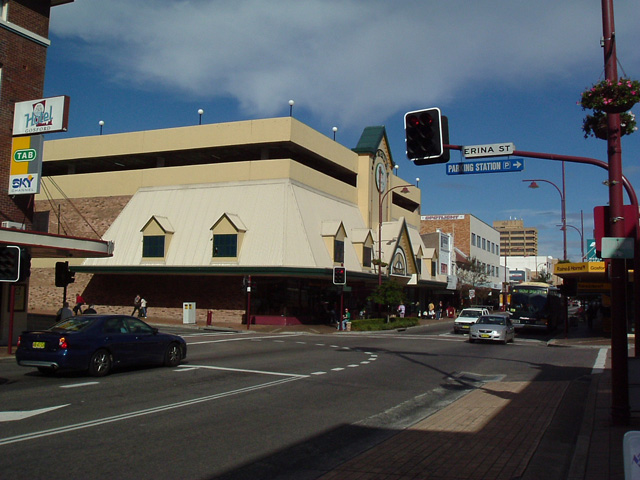

Gosford är en stad med 301 551 invånare (2006)[källa behövs] en av de största städerna i delstaten New South Wales i Australien. Gosford ligger cirka 50 kilometer fågelvägen norr om centrala Sydney. Landvägen är avståndet cirka 75 kilometer. Katandrareservaten och Rumbalara har ett exceptionellt busklandskap intill centrala delar av staden Gosford och är stadens mest populära turistattraktioner.  Rumbalara har åtta olika vandringsleder och där kan man se en tidig urbefolkningsklippa, utsiktspunkt västerut mot Stilla Havet, bronsskulpturer av tidiga upptäcktsresande och pionjärer samt några av de kvarlevande regnskogarna i området. 
Bluetongue Stadium, som rymmer cirka 20 000 åskådare, erbjuder en multifunktionell anläggning och stadium. Den är även hemmaarena för Central Coast Mariners som spelar fotboll  i högsta ligan i Australien. 